# Paradejeania nigrescens
Paradejeania nigrescens là một loài ruồi trong họ Tachinidae.